# Кроатистика
Кроатистика (хорв. Kroatistika) — междисциплинарная гуманитарная дисциплина, изучающая хорватский язык и хорватскую культуру.
Крупнейший научный центр — Хорватская академия наук и искусств. 

## Ведущие российские научные центры
- Институт славяноведения РАН
- Исторический факультет МГУ
- Факультет иностранных языков и регионоведения МГУ
- Филологический факультет МГУ
- Филологический факультет СПбГУ
- Тверской государственный университет

## Кроатисты
См. Категория:Кроатисты